# Греция на летних Олимпийских играх 1968
Греция принимала участие в Летних Олимпийских играх 1968 года в Мехико (Мексика) в четырнадцатый раз за свою историю, и завоевала одну золотую медаль. Греческие атлеты принимали участие во всех Летних Олимпийских играх.

## Бронза
Греко-римская борьба, мужчины, лёгкий вес — Петрос Галактопулос.

## Результаты соревнований

### Бокс
| Категория | Спортсмены            | Первый раунд       | Второй раунд                                                   | Третий раунд                                                     | 1/4 финала           | 1/2 финала           | Финал                | Итоговое место |
| Категория | Спортсмены            | Соперник Результат | Соперник Результат                                             | Соперник Результат                                               | Соперник Результат   | Соперник Результат   | Соперник Результат   | Итоговое место |
| --------- | --------------------- | ------------------ | -------------------------------------------------------------- | ---------------------------------------------------------------- | -------------------- | -------------------- | -------------------- | -------------- |
| до 54 кг  | Ангелос Теокатос      |                    | Джон Раковски (AUS) П 2:3 (59:58, 58:59, 56:60, 59:59+, 59:58) | Завершил выступление                                             | Завершил выступление | Завершил выступление | Завершил выступление | 17             |
| до 67 кг  | Евангелос Ойкономакос |                    | Алан Тотто (GBR) В 3:2 (58:59, 59:58, 60:58, 58:60, 59:58)     | Альфонсо Рамирес (MEX) П 1:4 (58:60, 58:60, 58:60, 59:58, 58:60) | Завершил выступление | Завершил выступление | Завершил выступление | 9              |
| до 81 кг  | Эфстатиос Алексопулос |                    |                                                                | Бернар Малерб (FRA) П 1:4 (59:59+, 59:59+, 59:58, 59:59+, 57:59) | Завершил выступление | Завершил выступление | Завершил выступление | 9              |

### Борьба
Вольная борьба
| Спортсмены             | Весовая категория | Круговой раунд                         | Круговой раунд                           | Круговой раунд                      | Круговой раунд           | Круговой раунд                            | Круговой раунд        | Финальный раунд           | Финальный раунд |
| Спортсмены             | Весовая категория | Первый круг Результат                  | Второй круг Результат                    | Третий круг Результат               | Четвёртый круг Результат | Пятый круг Результат                      | Шестой круг Результат | Финальный раунд Результат | Место           |
| ---------------------- | ----------------- | -------------------------------------- | ---------------------------------------- | ----------------------------------- | ------------------------ | ----------------------------------------- | --------------------- | ------------------------- | --------------- |
| Петрос Триантафиллидис | до 52 кг          | Сесар Солари Эквадор В DSQ (0:08)      | О Джон Нён Республика Корея П По очкам   | Мохаммад Горбани Иран П Туше (8:43) | Завершил выступление     | Завершил выступление                      | Завершил выступление  | Завершил выступление      | 13              |
| Никос Карипидис        | до 63 кг          | Антонио Сеноса Филиппины В Туше (2:47) | Хосе Луис Гарсия Гватемала В Туше (4:47) |                                     | Вехби Акдаг Турция Ничья | Шамседдин Сейед-Аббаси Иран П Туше (1:39) | Завершил выступление  | Завершил выступление      | 4               |
| Стефанос Иоаннидис     | до 70 кг          | Мухаммад Тадж Пакистан П По очкам      | Исраэль Варгас Мексика В По очкам        | Уэйн Уэллс США П Туше (8:15)        | Завершил выступление     | Завершил выступление                      | Завершил выступление  | Завершил выступление      | 13              |

Греко-римская борьба
| Спортсмены          | Весовая категория | Круговой раунд                        | Круговой раунд                        | Круговой раунд                              | Круговой раунд                         | Круговой раунд                   | Круговой раунд                     | Финальный раунд                    | Финальный раунд |
| Спортсмены          | Весовая категория | Первый круг Результат                 | Второй круг Результат                 | Третий круг Результат                       | Четвёртый круг Результат               | Пятый круг Результат             | Шестой круг Результат              | Финальный раунд Результат          | Место           |
| ------------------- | ----------------- | ------------------------------------- | ------------------------------------- | ------------------------------------------- | -------------------------------------- | -------------------------------- | ---------------------------------- | ---------------------------------- | --------------- |
| Василиос Ганотис    | до 52 кг          | Доменико Центуриони Италия В По очкам | Петр Киров Болгария П По очкам        | Юсси Вестеринен Финляндия П По очкам        | Завершил выступление                   | Завершил выступление             | Завершил выступление               | Завершил выступление               | 13              |
| Отон Мосхидис       | до 57 кг          | Карло Чович Югославия В По очкам      | Хавьер Раксон Гватемала В Туше (1:23) | Янош Варга Венгрия П По очкам               | Ан Чхон Ён Республика Корея В По очкам |                                  | Йон Бачиу Румыния Ничья            | Йон Бачиу Румыния П Туше (2:32)    | 4               |
| Николаос Лазару     | до 63 кг          | Тадеуш Годынь Польша В По очкам       | Иржи Швец Чехословакия DSQ Ничья      | Метин Алакоч Турция П DSQ                   | Завершил выступление                   | Завершил выступление             | Завершил выступление               | Завершил выступление               | 14              |
| Петрос Галактопулос | до 70 кг          | Марио Товар Мексика В Туше (4:44)     | Клаус-Юрген Поль ГДР В Туше (2:50)    | Антониу Галантинью Португалия В Туше (1:12) | Со Хун Гё Республика Корея В По очкам  | Геннадий Сапунов СССР В По очкам | Мунэдзи Мунэмура Япония П По очкам | Стеван Хорват Югославия П По очкам |                 |
| Димитриос Саввас    | до 78 кг          | Адам Островский Польша Ничья          | Ларри Лайден США В По очкам           | Милан Ненадич Югославия П DSQ               | Завершил выступление                   | Завершил выступление             | Завершил выступление               | Завершил выступление               | 11              |

### Водное поло
- Такис Михалос (вратарь, «Олимпиакос»)
- Андреас Гарифаллос («Этникос»)
- Кулис Иосифидис («Этникос»)
- Томас Каралогос («Этникос»)
- Димитриос Кугеветопулос («Этникос»)
- Такис Матиудакис («Олимпиакос»)
- Никос Молохас («Патрас»)
- Яннис Паликарис («Олимпиакос»)
- Яннис Палис («Олимпиакос»)
- Йоргос Теодоракопулос («Олимпиакос»)
- Яннис Тимарас («Этникос»)
- Никос Цангас («Этникос»)

тренер Хилиадис

### Лёгкая атлетика
Мужчины
Беговые дисциплины
| Дисциплина                    | Спортсмены         | Предварительный раунд | Предварительный раунд | Предварительный раунд | Четвертьфиналы | Четвертьфиналы | Четвертьфиналы | Полуфиналы           | Полуфиналы           | Полуфиналы           | Финал                | Финал                |
| Дисциплина                    | Спортсмены         | Забег                 | Время                 | Место                 | Забег          | Время          | Место          | Забег                | Время                | Место                | Время                | Место                |
| ----------------------------- | ------------------ | --------------------- | --------------------- | --------------------- | -------------- | -------------- | -------------- | -------------------- | -------------------- | -------------------- | -------------------- | -------------------- |
| бег на 1500 метров            | Иоаннис Вирвилис   | 3                     | 3:55,57               | 8                     | Не проводится  | Не проводится  | Не проводится  | Завершил выступление | Завершил выступление | Завершил выступление | Завершил выступление | Завершил выступление |
| бег на 400 метров с барьерами | Георгиос Бирмбилис | 4                     | 52,62                 | 8                     | Не проводится  | Не проводится  | Не проводится  | Завершил выступление | Завершил выступление | Завершил выступление | Завершил выступление | Завершил выступление |

Технические дисциплины
| Дисциплина      | Спортсмены          | Квалификация | Квалификация | Финал                | Финал                |
| Дисциплина      | Спортсмены          | Результат    | Место        | Результат            | Место                |
| --------------- | ------------------- | ------------ | ------------ | -------------------- | -------------------- |
| тройной прыжок  | Евангелос Власис    | 15,71        | 22           | Завершил выступление | Завершил выступление |
| прыжки в высоту | Иоаннис Кусулас     | 2,09         | 20           | Завершил выступление | Завершил выступление |
| прыжки с шестом | Христос Папаниколау | 4,90         | 3            | 5,35                 | 4                    |
| прыжки с шестом | Пантелис Николаидис | 4,80         | 16           | Завершил выступление | Завершил выступление |
| толкание ядра   | Георгиос Лемонис    | 16,43        | 17           | Завершил выступление | Завершил выступление |

### Парусный спорт
| Класс             | Спортсмены                                             | Гонка | Гонка | Гонка | Гонка | Гонка | Гонка | Гонка | Очки  | Место |
| Класс             | Спортсмены                                             | 1     | 2     | 3     | 4     | 5     | 6     | 7     | Очки  | Место |
| ----------------- | ------------------------------------------------------ | ----- | ----- | ----- | ----- | ----- | ----- | ----- | ----- | ----- |
| Летучий голландец | Йоргос Андреадис Ставрос Псарракис                     | 21    | 21    | 19    | 19    | 20    | DNF   | 15    | 151,0 | 22    |
| Дракон            | Одиссеас Эскитзоглу Георгиос Займис Анастассиос Вояцис | 14    | 10    | 8     | 16    | 18    | 8     | 17    | 109,0 | 15    |
| Финн              | Панайотис Кулингас                                     | 15    | 12    | 8     | 5     | 1     | DNF   | 4     | 71,0  | 5     |

### Стрельба
| Соревнование                       | Спортсмены                 | Финал     | Финал |
| Соревнование                       | Спортсмены                 | Результат | Место |
| ---------------------------------- | -------------------------- | --------- | ----- |
| скорострельный пистолет, 25 метров | Алкивиадис Папагеоргопулос | 582       | 22    |
| винтовка лёжа, 50 метров           | Ламбис Мантос              | 591       | 30    |
| винтовка лёжа, 50 метров           | Иоаннис Скарафингас        | 587       | 49    |
| трап                               | Георгиос Пангалос          | 190       | 25    |
| трап                               | Маркос Цумарас             | 187       | 35    |
| скит                               | Панайотис Ксантакос        | 194       | 8     |
| скит                               | Менелаос Михайлидис        | 192       | 9     |

### Тяжёлая атлетика
| Категория | Спортсмены     | Вес  | Жим   | Жим   | Жим   | Рывок | Рывок | Рывок | Толчок | Толчок | Толчок | Всего | Место |
| Категория | Спортсмены     | Вес  | 1     | 2     | 3     | 1     | 2     | 3     | 1      | 2      | 3      | Всего | Место |
| --------- | -------------- | ---- | ----- | ----- | ----- | ----- | ----- | ----- | ------ | ------ | ------ | ----- | ----- |
| до 75 кг  | Христос Иакову | 74,8 | 140,0 | 140,0 | 140,0 | —     | —     | —     | —      | —      | —      | —     | —     |
| до 90 кг  | Стергиос Цукас | 89,0 | 140,0 | 140,0 | 142,5 | 125,0 | 130,0 | 130,0 | 165,0  | 165,0  | 170,0  | 435,0 | 14    |